# 주현옥
주현옥(朱賢鈺, ?~?)은 조선민주주의인민공화국의 정치인이다. 중앙방송위 부위원장을 거쳐 중앙방송위 위원장이 되었으며, 《조선중앙통신》 사장, 공보위 위원장, 조선로동당  후보위원, 조·아르헨티나친선협회 위원장과 조선기자동맹 부위원장, 교육도서출판사 사장을 지냈다. 1987년에 김일성훈장이 수여되었으며, 2003년에 애국렬사릉에 안치되었다.